# キャデラック・シマロン
キャデラック・シマロン（Cadillac Cimarron ）はアメリカ合衆国の自動車メーカー・ゼネラルモーターズ（GM）のキャデラック部門が、同社の世界戦略車・Jカーのプラットフォームを用いて1981年から1988年まで生産販売した小型乗用車である。132,499台が生産された。デビュー当初から1984年モデルイヤーまでは「シマロン・バイ・キャデラック」（Cimarron, by Cadillac ）として広告宣伝が行われた。

## 概要
1979年の第二次石油危機や、燃費規制CAFE（Corporate Average Fuel Economy ）による低燃費車の要求、ならびに輸入小型車のBMW・3シリーズ、アウディ・80（北米名4000）、サーブ・900などの成功に刺激されたことにより、4気筒2リッタークラスのキャデラックが急遽開発されることになった。この結果誕生したのが、GMの世界戦略車として登場したJカーの一種たるシマロンであり、1981年5月21日に発表された。
Jカーはシボレーからキャデラックまで、いずれもホイールベース2,570mm、前輪マクファーソンストラット・後輪トーションビームのサスペンションを持ち、4ドアセダンのボディシェルもほぼ共通であった。エンジンも各ブランド共通で直列4気筒OHV1,800cc・88馬力エンジンを搭載していた。ギアボックスには3速ATの他に4速MTが用意された。MTのキャデラックは1953年以来であった。
大衆車向けのプラットフォームを採用しつつも、シマロンではサブフレームと車体の間に油圧ダンパーを追加して乗り心地・操縦性を改善する努力がなされ、内装も豪華で、パワーステアリングやエアコンなど豊富な装備が標準であった。しかし、外観上は大衆向けのシボレー・キャバリエやポンティアック・J2000とほとんど変わらないこの車が、車両価格だけは12,181ドルからと、シボレーのほぼ2倍というキャデラック的な水準であったことは、自動車評論家や伝統的なキャデラックの需要層からの不評を買った。この結果、初年度の1982年モデルイヤーの販売台数は25,968台と、目標の三分の一に留まった。欧州車のユーザー層にも、パワー不足な上にラフな直列4気筒1,800ccエンジンではアピール不足だった。
シマロンには年々改良が加えられ、1983年モデルの排気量は2,000ccに拡大、1986年からは2,800ccV型6気筒OHV・125馬力エンジンがオプション設定された。最終年となった1988年にはV6エンジンが標準となったが、この年は6,454台しか販売されなかった。
シマロンの失敗はバッジエンジニアリングの行き過ぎた例、1980年代のアメリカ車の競争力低下の一例としてしばしば取り上げられる。